# Dirphia eumenides
Dirphia eumenides är en fjärilsart som beskrevs av Walker 1855. Dirphia eumenides ingår i släktet Dirphia och familjen påfågelsspinnare. Inga underarter finns listade i Catalogue of Life.